# Dichochrysa subcubitalis
Dichochrysa subcubitalis är en insektsart som först beskrevs av Navás 1901.  Dichochrysa subcubitalis ingår i släktet Dichochrysa och familjen guldögonsländor. Inga underarter finns listade i Catalogue of Life.